# Luonnotar

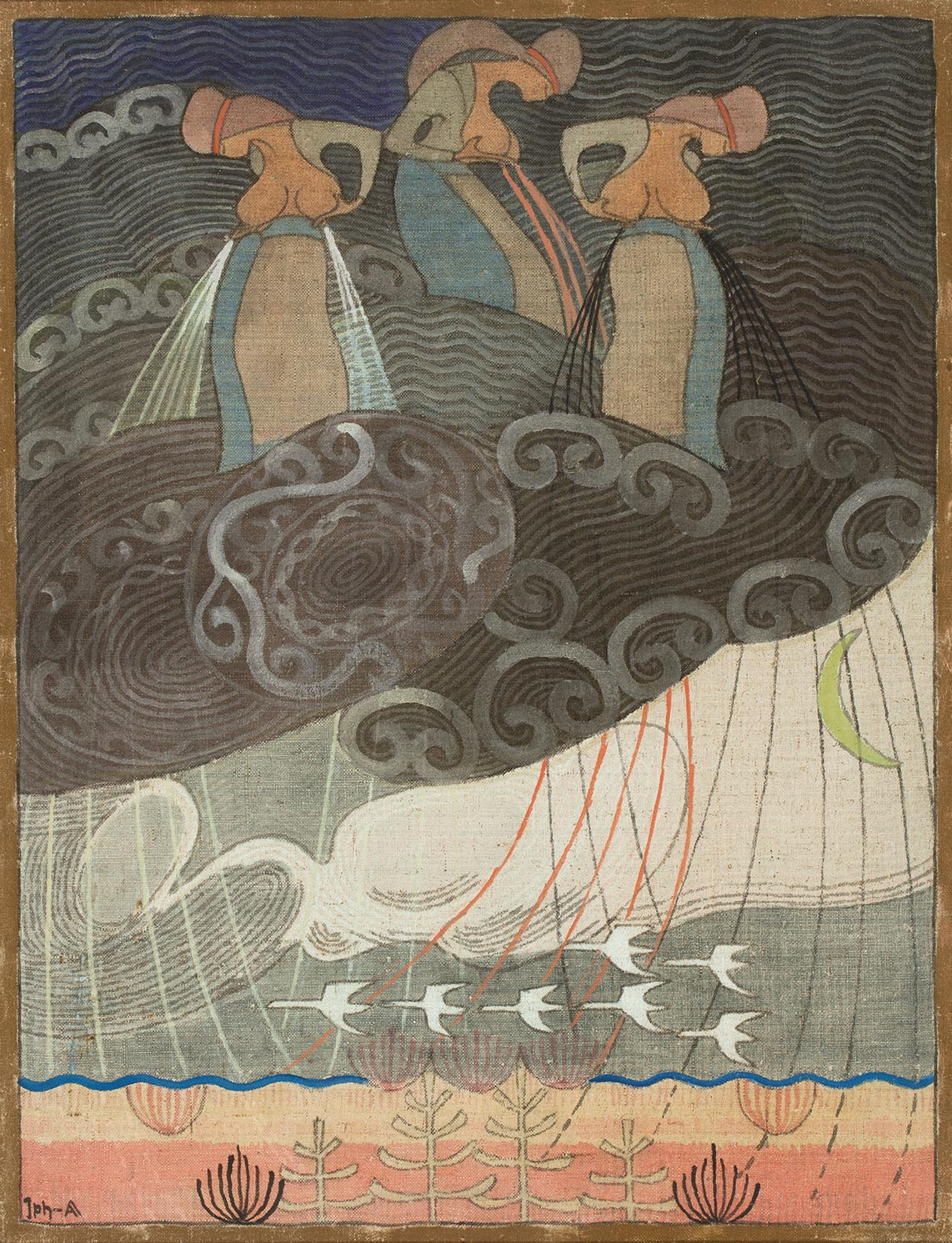
Joseph Alanen - The Birth of Iron

Luonnotar var i finsk mytologi moder till hjälten Väinämöinen.
Luonnotar tillskrivs i en berättelse en preexistent roll. Hon färdas över det kosmiska vattnet och möter en and som lägger sitt ägg i hennes knä. Ägget visar sig innehålla alla himlakroppar.